# Kikkenborg
En kikkenborg er et lille udsigtstårn på et hustag. Fænomenet var almindeligt i sundtoldstidens Helsingør, hvor en stor del af byens erhvervsliv var afhængig af sejladsen igennem Øresund og af den handel med varer og proviant opholdet på Helsingørs red medførte.
Også i Rønne på Bornholm var en række købmandsgårde udstyret med en kikkenborg. I Dragør findes der også kikkenborg.
Fra en kikkenborg kunne speditørerne således holde øje med skibene på sundet og dermed være parat på broen (kajen), når kaptajnen blev roet i land, så man kunne være først med en god handel. De havde deres faste kunder og ville jo ikke miste dem til andre.